# Professional'nyj Basketbol'nyj klub CSKA 2009-2010
Questa voce raccoglie le informazioni riguardanti il Professional'nyj Basketbol'nyj klub CSKA nelle competizioni ufficiali della stagione 2009-2010.

## Stagione
La stagione 2009-2010 del Professional'nyj Basketbol'nyj klub CSKA è la 19ª nel massimo campionato russo di pallacanestro, la Professional'naya basketbol'naya liga.

## Roster
Aggiornato al 13 dicembre 2021
| CSKA Mosca 2009-10 | CSKA Mosca 2009-10 |
| Giocatori          | Staff tecnico      |
| ------------------ | ------------------ |

| N. | Naz.                                       | Ruolo | Nome               | Anno | Alt.   | Peso   |  |
| -- | ------------------------------------------ | ----- | ------------------ | ---- | ------ | ------ |  |
| 5  | Russia (bandiera)                          | AG    | Nikita Kurbanov    | 1986 | 202 cm | 99 kg  |  |
| 7  | Russia (bandiera)                          | AP    | Viktor Kejru       | 1984 | 200 cm | 102 kg |  |
| 8  | Slovenia (bandiera)                        | AG    | Matjaž Smodiš      | 1979 | 205 cm | 120 kg |  |
| 9  | Lituania (bandiera)                        | AP    | Ramūnas Šiškauskas | 1978 | 198 cm | 100 kg |  |
| 10 | Stati Uniti (bandiera) · Russia (bandiera) | P     | J.R. Holden        | 1976 | 185 cm | 84 kg  |  |
| 13 | Regno Unito (bandiera)                     | AC    | Pops Mensah-Bonsu  | 1983 | 206 cm | 108 kg |  |
| 15 | Russia (bandiera)                          | C     | Artëm Zabelin      | 1988 | 215 cm | 111 kg |  |
| 18 | Russia (bandiera)                          | GA    | Anton Ponkrašov    | 1986 | 200 cm | 93 kg  |  |
| 20 | Russia (bandiera)                          | AG    | Andrej Voroncevič  | 1987 | 205 cm | 104 kg |  |
| 21 | Stati Uniti (bandiera)                     | G     | Trajan Langdon     | 1976 | 192 cm | 95 kg  |  |
| 23 | Russia (bandiera)                          | G     | Aleksej Šved       | 1988 | 198 cm | 86 kg  |  |
| 24 | Russia (bandiera)                          | C     | Saša Kaun          | 1985 | 212 cm | 111 kg |  |
| 30 | Russia (bandiera)                          | C     | Dmitrij Sokolov    | 1985 | 214 cm | 110 kg |  |
| 31 | Russia (bandiera)                          | AG    | Viktor Chrjapa (C) | 1982 | 204 cm | 101 kg |  |
| 34 | Croazia (bandiera)                         | G     | Zoran Planinić     | 1982 | 200 cm | 88 kg  |  |
| 44 | Stati Uniti (bandiera)                     | C     | Courtney Sims      | 1983 | 211 cm | 110 kg |  |
| 55 | Serbia (bandiera)                          | C     | Ivan Radenović     | 1984 | 209 cm | 111 kg |  |

| Allenatore                                                                            |
| - Evgenij Pašutin                                                                     |
| Assistente/i                                                                          |
| - Ivan Jeremić - Dmitrij Šakulin Legenda - (C) Capitano - (IN) Inattivo - Infortunato |

## Mercato

### Sessione estiva
| Acquisti | Acquisti           | Acquisti             | Acquisti      | Acquisti |
| R.a      | Nome               | da                   | Modalità      |          |
| -------- | ------------------ | -------------------- | ------------- | -------- |
| C        | Dmitrij Sokolov    | UNICS Kazan'         | definitivo    |          |
| C        | Ivan Radenović     | Panellīnios          | definitivo    |          |
| AG       | Nikita Kurbanov    | Sptk. S. Pietroburgo | fine prestito |          |
| GA       | Anton Ponkrašov    | Chimki               | fine prestito |          |
| C        | Aleksej Savrasenko | Sptk. S. Pietroburgo | fine prestito |          |

| Cessioni | Cessioni           | Cessioni        | Cessioni       | Cessioni |
| R.       | Nome               | a               | Modalità       |          |
| -------- | ------------------ | --------------- | -------------- | -------- |
| C        | Erazem Lorbek      | Barcellona      | fine contratto |          |
| PG       | Nikos Zīsīs        | Mens Sana Siena | rescissione    |          |
| AC       | Terence Morris     | Barcellona      | fine contratto |          |
| C        | Aleksej Savrasenko | Dinamo Mosca    | fine contratto |          |
| C        | Ivan Neljubov      | VEF Rīga        | fine contratto |          |

### Dopo l'inizio della stagione
| Acquisti | Acquisti          | Acquisti        | Acquisti         | Acquisti   |
| R.       | Nome              | da              | Data             | Modalità   |
| -------- | ----------------- | --------------- | ---------------- | ---------- |
| C        | Courtney Sims     | Free agent      | 27 dicembre 2009 | definitivo |
| AC       | Pops Mensah-Bonsu | Toronto Raptors | 12 gennaio 2010  | definitivo |

| Cessioni | Cessioni       | Cessioni     | Cessioni         | Cessioni       |
| R.       | Nome           | a            | Data             | Modalità       |
| -------- | -------------- | ------------ | ---------------- | -------------- |
| G        | Aleksej Šved   | Dinamo Mosca | dicembre 2009    | prestito       |
| C        | Ivan Radenović | Siviglia     | 27 dicembre 2009 | rescissione    |
| C        | Courtney Sims  | Iowa Energy  | 25 gennaio 2010  | fine contratto |